# Åbosjön
Ej att förväxla med Stor-Åbodsjön där det finns en hällmålning.
Åbosjön är en sjö i Örnsköldsviks kommun i Ångermanland och ingår i Moälvens huvudavrinningsområde. Sjön har en area på 0,378 kvadratkilometer och ligger 278 meter över havet. Sjön avvattnas av vattendraget Moälven (Åselån).

## Galleri

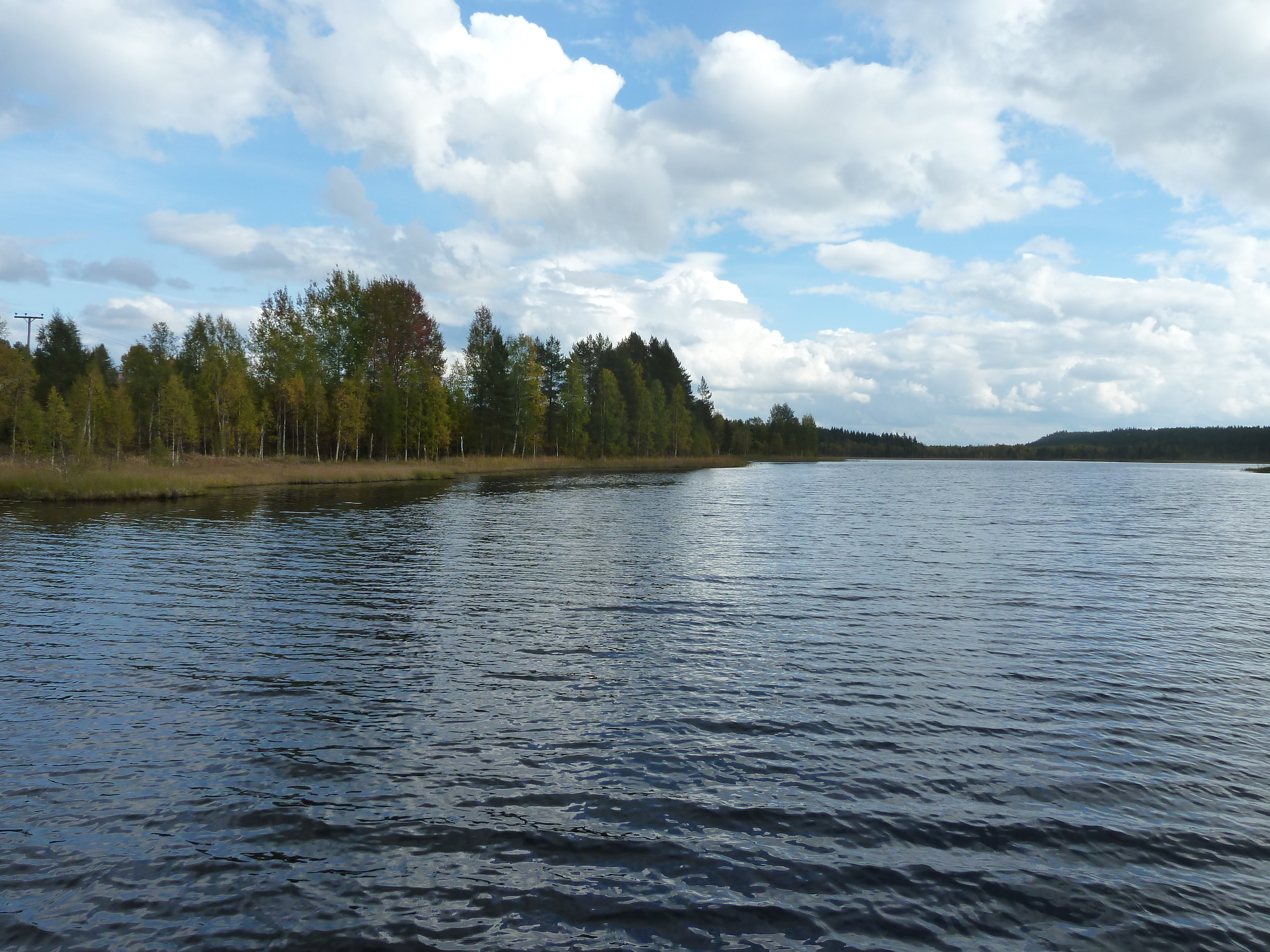
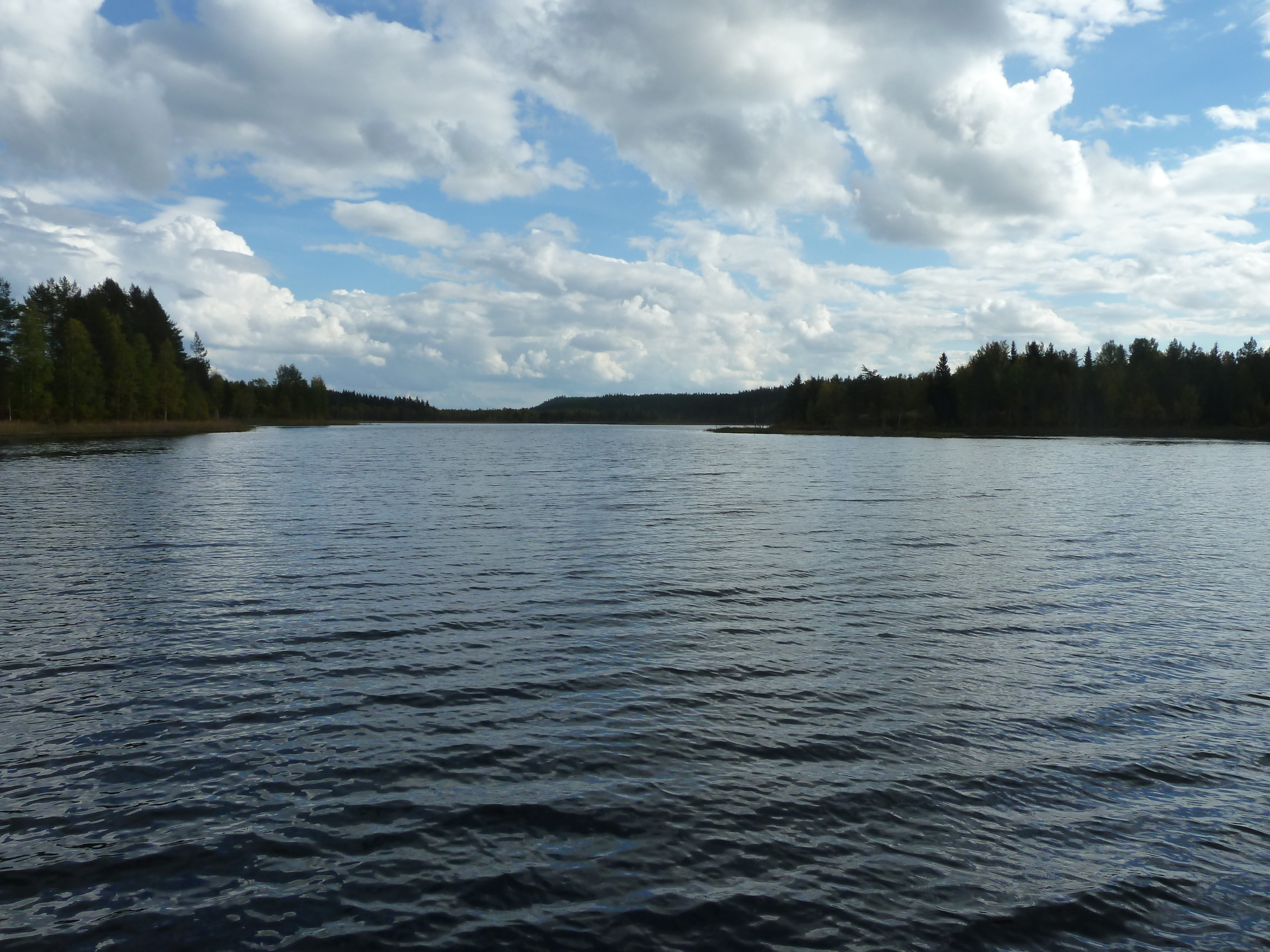

## Delavrinningsområde
Åbosjön ingår i det delavrinningsområde (707185-159679) som SMHI kallar för Utloppet av Åbosjön. Medelhöjden är 297 meter över havet och ytan är 2,42 kvadratkilometer. Räknas de 19 avrinningsområdena uppströms in blir den ackumulerade arean 180,78 kvadratkilometer. Avrinningsområdets utflöde Moälven (Åselån) mynnar i havet. Avrinningsområdet består mestadels av skog (63 procent) och öppen mark (13 procent). Avrinningsområdet har 0,38 kvadratkilometer vattenytor vilket ger det en sjöprocent på 15,6 procent.